# Montagsdemonstrationen 1989/1990 in der DDR
Die Montagsdemonstrationen waren ein bedeutender Bestandteil der Friedlichen Revolution in der DDR im Herbst 1989. Es waren Massendemonstrationen, die ab dem 4. September 1989 in Leipzig stattfanden. Im Herbst 1989 fanden auch in anderen Städten der DDR, beispielsweise in Dresden, Halle, Karl-Marx-Stadt, Magdeburg, Plauen, Arnstadt, Rostock, Potsdam und Schwerin, regelmäßige Massendemonstrationen statt, zum Teil auch an anderen Wochentagen.
Mit dem Ruf „Wir sind das Volk“ meldeten sich Woche für Woche Hunderttausende DDR-Bürger im ganzen Land zu Wort und protestierten gegen die politischen Verhältnisse. Ziel war eine friedliche, demokratische Neuordnung, insbesondere das Ende der SED-Herrschaft, zudem wurde Reisefreiheit und die Abschaffung des Ministeriums für Staatssicherheit gefordert.

## Leipzig, Anfänge im September 1989
In Leipzig folgten schon 1988 vereinzelt Demonstrationen auf die Friedensgebete gegen das Wettrüsten in Ost und West. Diese hielt der Liebertwolkwitzer Diakon Günter Johannsen seit dem 20. September 1982 montagabends in der Nikolaikirche. Ab 1986 koordinierte Christoph Wonneberger, der Pfarrer der Lukasgemeinde, der eng mit oppositionellen Basisgruppen zusammenarbeitete, die Friedensgebete. Auf seinen Vorschlag, den er 1982 noch als Pfarrer der Weinbergsgemeinde in Dresden machte, gingen diese Gebete ursprünglich zurück. Nach seinem Hirnschlag am 30. Oktober 1989 übernahm Pfarrer Christian Führer die Friedensgebete und machte sie nach der sog. Wende zu einem Leipziger Markenzeichen. Die erste als solche bezeichnete Montagsdemonstration fand am 4. September 1989 statt.
Initiiert wurde sie von den Bürgerrechtlerinnen Katrin Hattenhauer und  Gesine Oltmanns, die nach dem Friedensgebet fünf Transparente an Demonstrationswillige verteilten und selbst dasjenige mit der Aufschrift „Für ein offenes Land mit freien Menschen“ entrollten. Die Kundgebung auf dem Nikolaikirchhof forderte „Freiheit!“ und unter dem Eindruck der Massenflucht vieler DDR-Bürger vor allem Reisefreiheit und weitere grundlegende Menschenrechte ein. Ausreisewillige machten auf ihr Begehren, die DDR verlassen zu können, aufmerksam: „Wir wollen raus!“ Vor bundesdeutschen Journalisten, die anlässlich der Leipziger Messe vor Ort sein durften, riss die Staatssicherheit die Transparente herunter und versuchte, die Demonstration aufzulösen. Daraufhin ernteten die Geheimpolizisten laute „Stasi raus!“-Rufe.
Der traditionelle Termin der Friedensgebete in der Nikolaikirche und drei anderen Kirchen in der Leipziger Innenstadt, montags um 17:00 Uhr, erwies sich als geschickt gewählt. Er erlaubte einerseits die Teilnahme an Gebet und Demonstration, ohne der Arbeit fernbleiben zu müssen – während SED-Mitglieder traditionell durch ihre montäglichen Parteiversammlungen in ihren Betriebsparteiorganisationen gebunden waren. Andererseits lag er auch vor der Ladenschlusszeit der Leipziger Innenstadt, so dass es relativ gefahrlos war, sich dort aufzuhalten, ohne die Aufmerksamkeit der Sicherheitskräfte auf sich zu ziehen.
Außerdem ermöglichte er den westdeutschen Fernsehsendern den Beginn der Demonstrationen regelmäßig in die Hauptnachrichtensendungen zu übernehmen. Das Bildmaterial musste dabei aus Leipzig herausgeschmuggelt werden, da die Stadt für westliche Journalisten zu dieser Zeit (außerhalb der Messezeiten) gesperrt war.
Die Sicherheitskräfte der DDR gingen in Leipzig teilweise mit Gewalt gegen die Demonstranten vor, vor allem am 2. Oktober 1989 und auch während der Feierlichkeiten zum 40. Jahrestag der Gründung der DDR am 7. und 8. Oktober 1989. Eine Verhaftungswelle setzte bereits am 11. September 1989 ein, als 89 Demonstranten willkürlich festgenommen wurden.

## Wichtige Ereignisse vor dem Montag, den 9. Oktober

### Dresden, 4. Oktober 1989 (Mittwoch)
Auch in Dresden, dem „Tal der Ahnungslosen“, schien die Gewalt zu eskalieren. Im Zusammenhang mit der Ausreise von DDR-Flüchtlingen über die Prager Botschaft wurden am 4. Oktober 1989 vier Züge durch den Dresdner Hauptbahnhof geleitet. Vor und im Bahnhof versammelten sich ca. 5.000 Menschen, teilweise mit dem Ziel, gewaltsam in die Züge zu gelangen. Als die Polizei einschritt und den Bahnhof räumte, kam es zu heftigen Auseinandersetzungen, bei denen Bürger die Polizei mit Pflastersteinen bewarfen und Teile des Bahnhofes demolierten. Ein Polizeiauto wurde dabei angezündet. Die Polizei setzte Wasserwerfer, Tränengas und Schlagstöcke ein und nahm bis zum 8. Oktober 1.300 Bürger, darunter viele an den Protesten Unbeteiligte, fest (sogenannte Zuführung und stundenlanges Festhalten). Verantwortlicher Einsatzleiter war der Chef der Dresdner BDVP Generalleutnant Willi Nyffenegger in Abstimmung mit der Bezirkseinsatzleitung unter Leitung des 1. SED-Bezirkssekretärs Hans Modrow.
In der Presse und anderen Medien wurde zunächst kaum informiert und von „asozialen Elementen“ gesprochen. Die Ereignisse wurden aber über bundesdeutsche Medien bekannt und wenige Tage später von einigen Lehrern in unterschiedlicher Form erwähnt, weil Schüler Fragen stellten. Am 7. Oktober wurden erneut viele Bürger festgenommen und stundenlang festgehalten, nachdem sie von Veranstaltungen heimkehrten und in Demonstrationen gerieten.

### Plauen, 7. Oktober 1989 (Sonnabend)

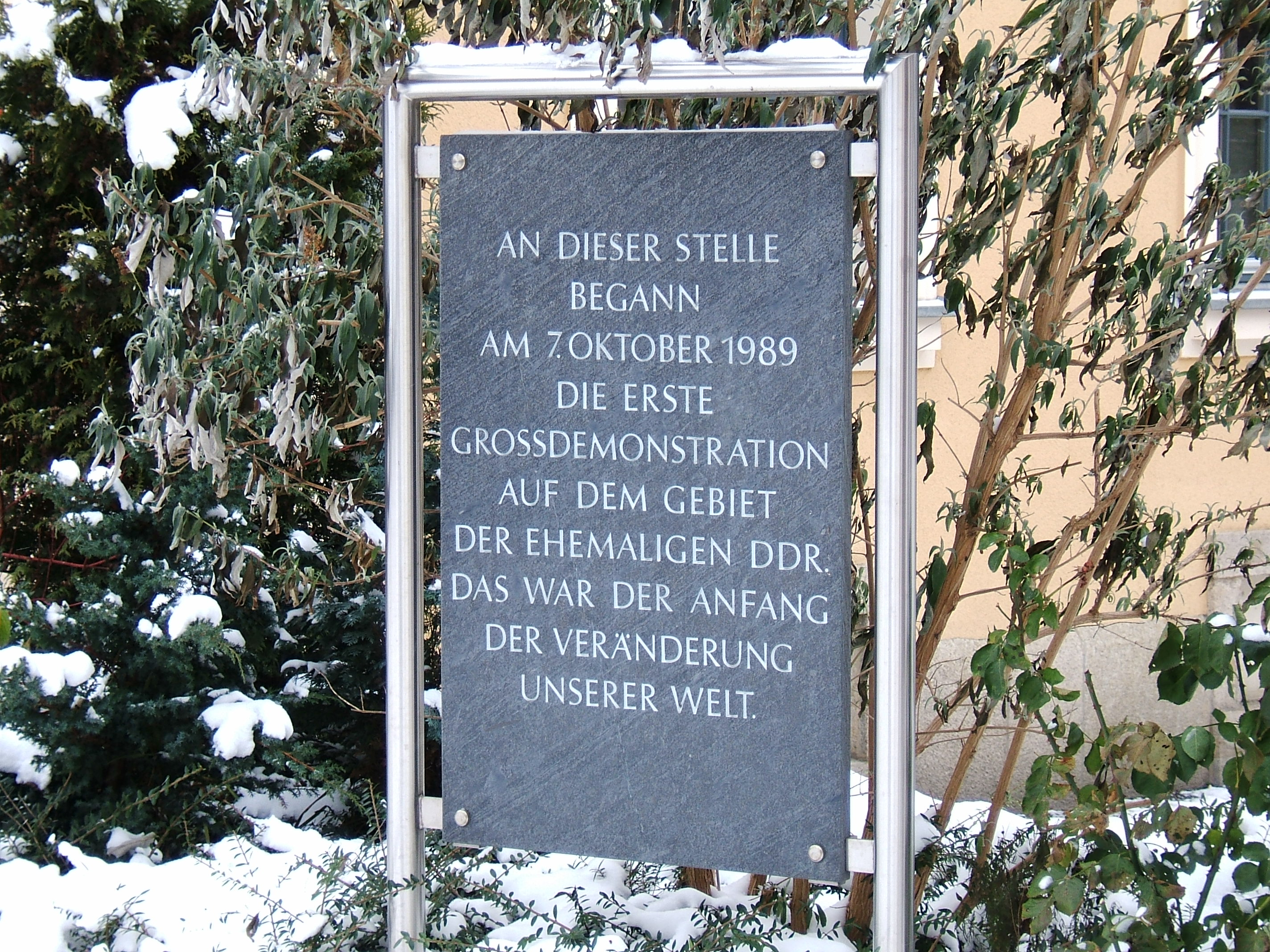
Gedenktafel auf dem Plauener Theaterplatz, zur Erinnerung an die erste Großdemonstration am 7. Oktober 1989

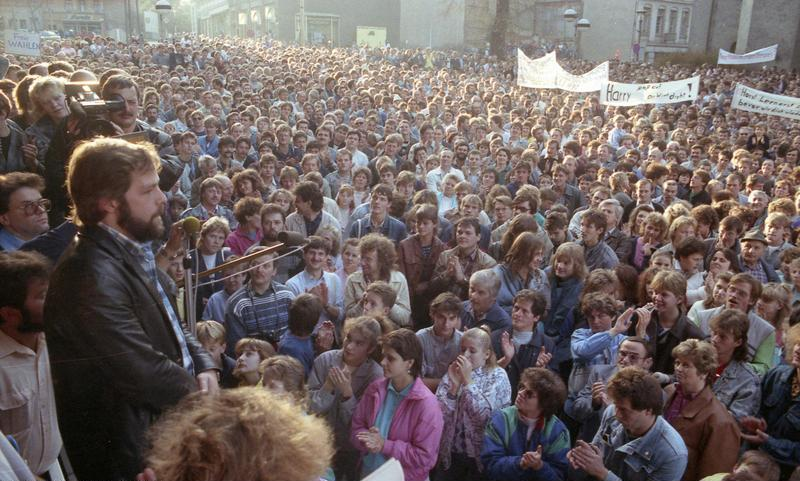
Demonstration mit ca. 40.000 Teilnehmern vor dem Plauener Rathaus am 28. Oktober 1989

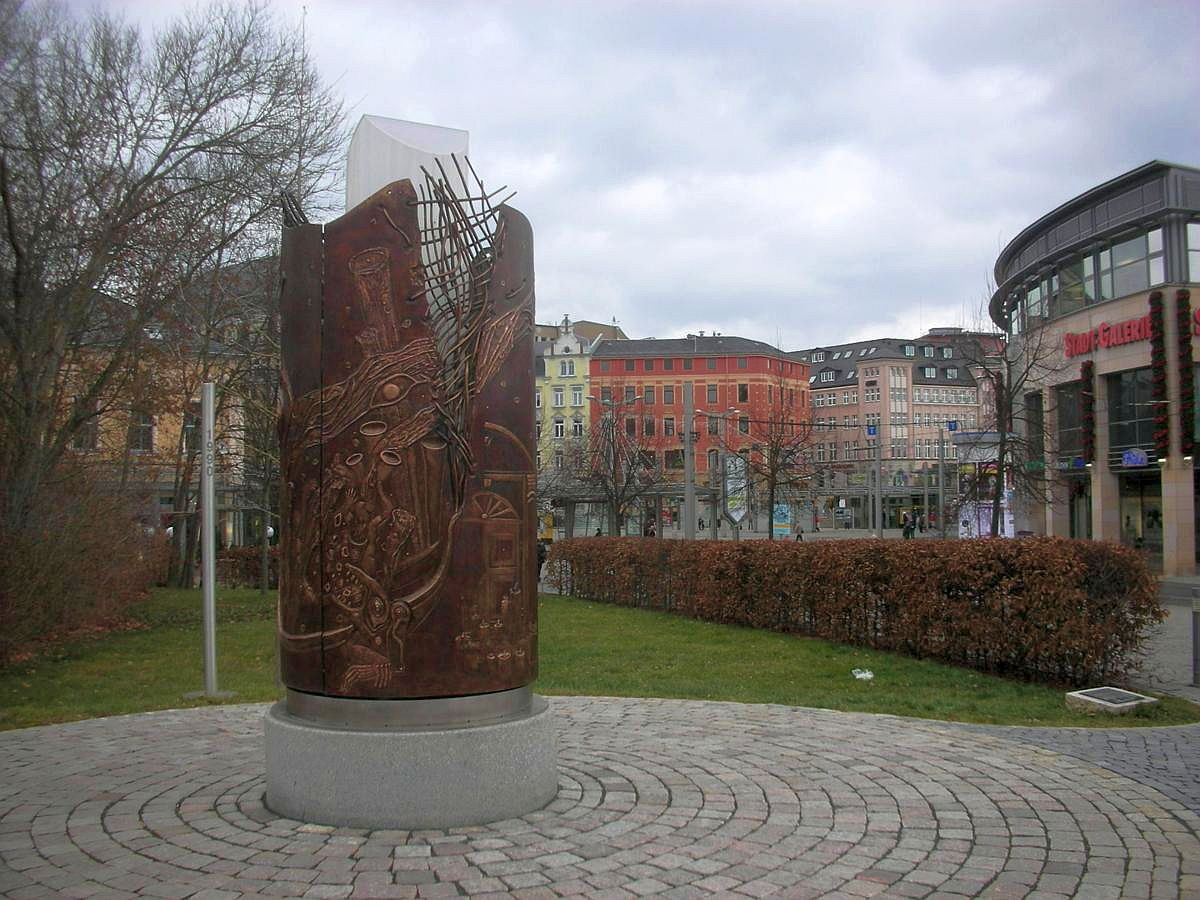
Denkmal zur ersten Demo 1989 in Plauen

Nachdem in der Nacht vom 4. zum 5. Oktober zum zweiten Mal Züge mit Ausreisenden von der Botschaft in Prag durch Plauen geleitet worden waren, fand am 5. Oktober in der Markuskirche eine spontan angesetzte Friedensandacht statt, die wegen des großen Andrangs noch ein zweites Mal gehalten werden musste.
Am 7. Oktober, dem Tag der Republik, fand um 15 Uhr die erste große Demonstration (Schätzungen liegen zwischen 10.000 und 20.000 Personen) am Theater- und Otto-Grotewohl-Platz (Tunnel) statt. Sie wurde durch maschinengeschriebene Flugblätter und vor allem durch Mundpropaganda organisiert. Weil es der Polizei nicht gelang, den Platz zu räumen, wurden gegen 15:30 Uhr zwei Wasserwerfer (Tanklöschfahrzeuge der Feuerwehr) gegen die Demonstranten eingesetzt. Dies brachte jedoch nicht den gewünschten Erfolg, sondern führte dazu, dass die aufgebrachte Menge vor das Rathaus zog. Die Straße zwischen Rathaus und Lutherkirche wurde von der Polizei und mit Maschinenpistolen bewaffneten Kampfgruppen der Arbeiterklasse abgeriegelt. Die Einheit der Bereitschaftspolizei, die den Eingang des Rathauses räumen sollte, schlug brutal auf die Demonstranten ein, die daraufhin zurückwichen, in Richtung Otto-Grotewohl-Platz. Gegen 16 Uhr kam es zum Einsatz eines Hubschraubers, der so tief wie möglich über dem Platz kreiste. Etwa um 16:15 Uhr formierte sich ein Demonstrationszug, der vorerst in Richtung Bahnhofstraße zog und ca. um 17:30 Uhr wieder vor dem Rathaus eintraf. Dabei wurden Transparente mit Losungen wie „Wir brauchen Reformen“, „Für Reformen und Reisefreiheit gegen Massenflucht – vor allem Frieden“ oder „Reisefreiheit – Meinungsfreiheit – Pressefreiheit“ mitgeführt. Vor dem Rathaus wurden Rufe laut, die verlangten, dass der Oberbürgermeister Norbert Martin herauskommen solle, um mit ihm Gespräche zu führen. Durch den besonnenen Einsatz von Superintendent Thomas Küttler, der zwischen Rathaus/Polizei und Demonstranten vermittelte, blieb die Demonstration friedlich und löste sich mit dem Ruf „Wir kommen wieder“ gegen 18 Uhr langsam auf, nachdem entschieden worden war, am nächsten Sonnabend erneut zu demonstrieren.
Einige Demonstranten wollten das Areal jedoch nicht verlassen und hielten sich weiterhin in der Nähe des Rathauses auf. Gegen 22:15 Uhr waren noch etwa 130 Personen vor dem Rathaus und weitere 100 in der unmittelbaren Umgebung. Daraufhin wurden Militärtransportwagen aufgefahren und die Menschenmenge löste sich auf. Nach Abzug der Transporter versammelten sich zwischen 23:00 und 23:45 Uhr wieder ca. 70 Menschen vor dem Rathaus; einige von ihnen wurden dann von den erneut aufgefahrenen Sicherheitskräften festgenommen und brutal verhört. Insgesamt kam es an diesem Tag zu 61 Verhaftungen.
Von diesem Zeitpunkt an fanden an jedem Sonnabend bis zu den ersten freien Wahlen am 18. März 1990 Demonstrationen in Plauen statt.
Die Demonstration am 7. Oktober war die erste Massendemonstration auf dem Gebiet der DDR, die nicht von den Sicherheitskräften aufgelöst werden konnte. Zum Gedenken an diese Vorreiterrolle wurde der 7. Oktober zum örtlichen Gedenktag, dem „Tag der Demokratie“ erklärt und am 7. Oktober 2010 wurde ein Wendedenkmal in Plauen eingeweiht.

### Dresden, 8. Oktober 1989 (Sonntag)
Im Verlaufe zweier größerer Demonstrationen am Nachmittag und Abend des 8. Oktober kam es in der Innenstadt von Dresden zu erheblichen Übergriffen der Staatsgewalt auf die Demonstranten.
Am Nachmittag versammelten sich mehrere 1000 Menschen auf dem Theaterplatz. Es ist nicht geklärt, wer dazu aufrief. Diese Ansammlung wurde von der Polizei aufgelöst und es formierte sich ein Demonstrationszug. Dieser spaltete sich später auf. Einige hundert Demonstranten wurden am Fetscherplatz eingekesselt und verhaftet. Sie wurden nach schikanöser Behandlung nach Bautzen verbracht, wo sie bis in den Abend des nächsten Tages festgehalten und verhört wurden.
Bevor es dann am Abend bei einer weiteren Demonstration zu einer erneuten Eskalation auf der Prager Straße kommen konnte, gelang es einer Gruppe der von der Polizei dort eingekesselten Demonstranten, initiiert durch die Zivilcourage von Kaplan Frank Richter, ein Gespräch einer Abordnung aus ihrer Mitte mit dem damaligen Oberbürgermeister Wolfgang Berghofer über ihre Forderungen zu erzwingen. Diese Abordnung, die reichlich 20 Personen (die sogenannten Urmitglieder) umfasste, bezeichnete sich als „Gruppe der 20“. Sie spielte – im Verlauf ihres Bestehens mehrfach um- und neubesetzt – in der Folgezeit eine wichtige Rolle in der politischen Entwicklung der Stadt Dresden und ist für die Geschichte der friedlichen Revolution von besonderer Bedeutung.
Es gelang hier wohl zum ersten Mal, weitere Konfrontationen zu vermeiden und einen offenen Dialog zwischen Vertretern der Staatsmacht und des protestierenden Volkes zu etablieren. Das Ziel der Staatsmacht allerdings, auf diesem Wege die Protestbewegung einzudämmen, konnte nicht erreicht werden. In den darauffolgenden Tagen und Wochen wurden die Demonstrationen auch in Dresden immer größer, standen allerdings immer medial im Schatten der von diesen als deutlich spannungsgeladener wahrgenommenen Montags-Demos in Leipzig.
Der Weg der Demonstranten führte in Dresden immer von der Kreuzkirche am Altmarkt über den Postplatz, den Theaterplatz, die Augustusbrücke, am Goldenen Reiter und dem heutigen Finanzministerium vorbei, zurück über die damalige Dr.-Rudolf-Friedrichs-Brücke Richtung Pirnaischer Platz und dann über die damalige Ernst-Thälmann-Straße bzw. Grunaer Straße. Abschlusskundgebungen fanden häufig auch am Fučíkplatz statt.

## Leipzig, 9. Oktober 1989

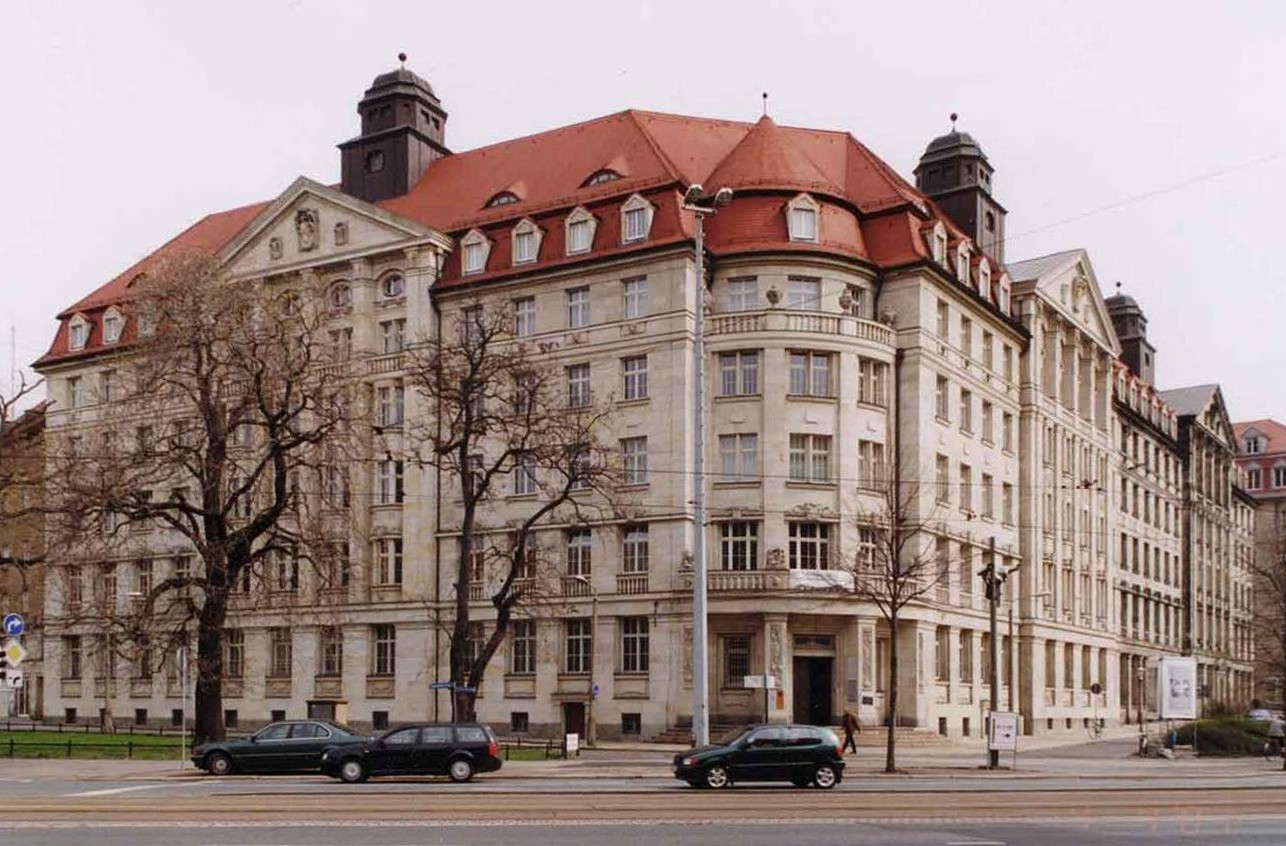
Die berüchtigte „Runde Ecke“ der Stasi-Bezirksverwaltung Leipzig am Dittrichring

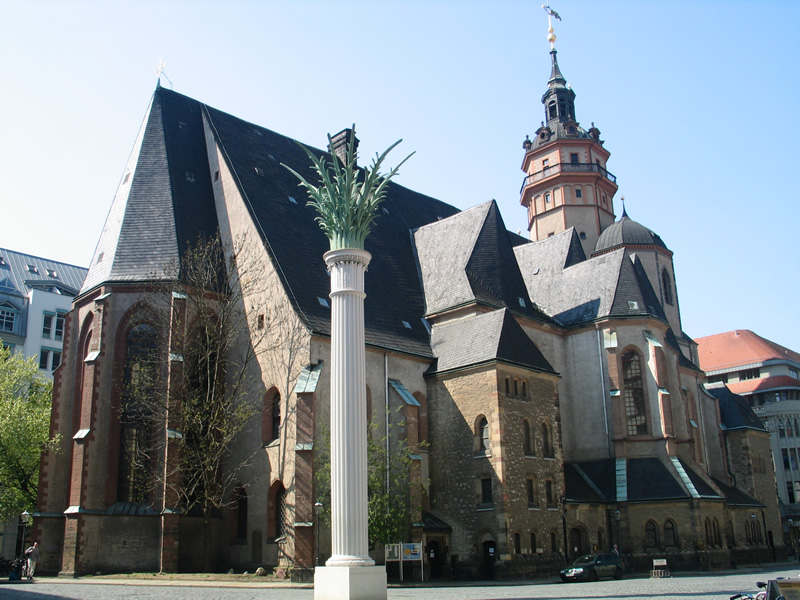
Nikolaikirche Leipzig, im Vordergrund das Denkmal für die friedliche Revolution

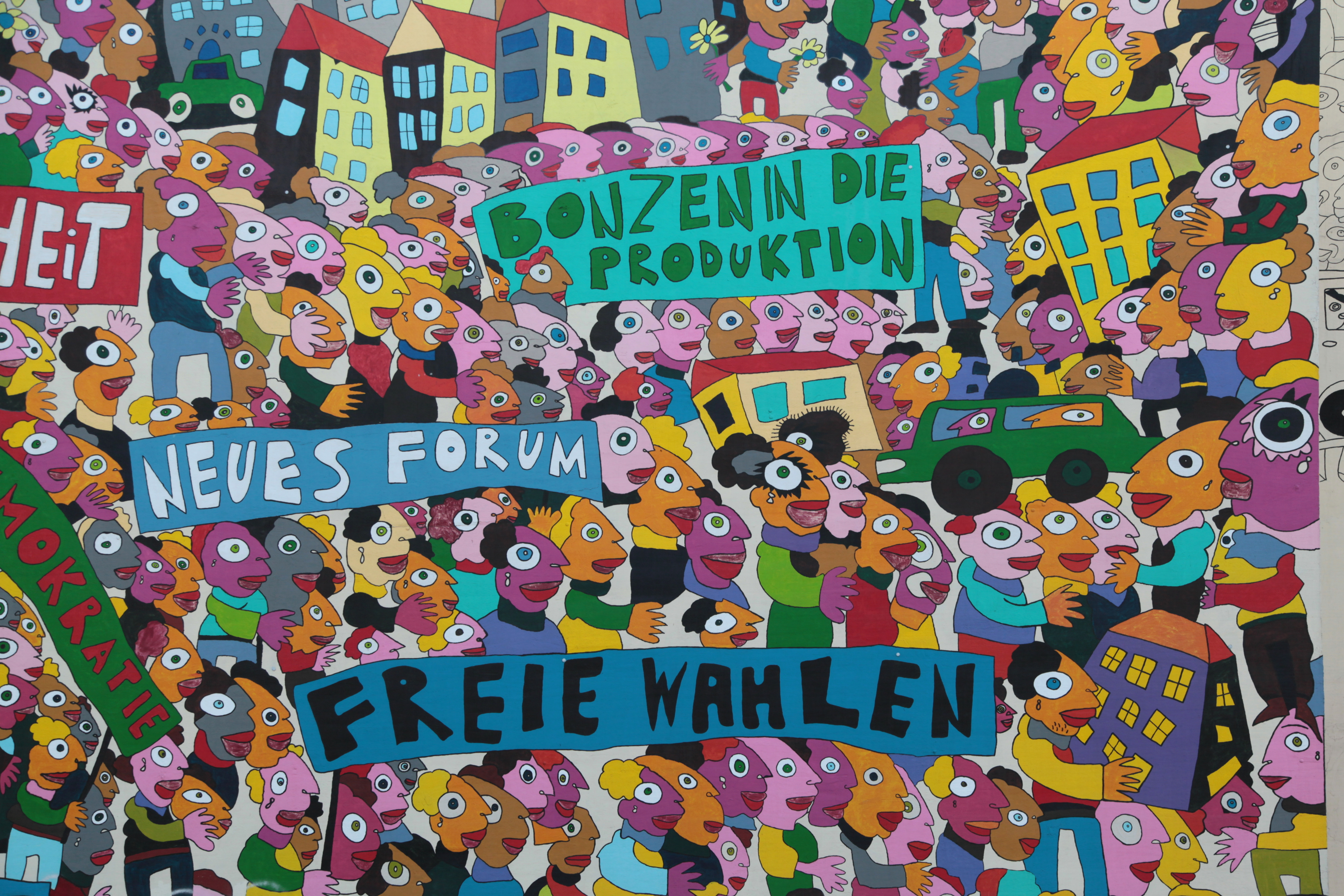
Ausschnitt eines Wandbilds von Michael Fischer-Art in der Leipziger Innenstadt

Die Montagsdemonstrationen entwickelten sich zu einer Massenbewegung. Die Parolen „Auf die Straße!“, „Wir sind das Volk“, „Schließt euch an!“ und „Keine Gewalt!“ verfehlten ihre Wirkung nicht.
Der Wendepunkt der Montagsdemonstrationen war der 9. Oktober 1989 – die erste Protestdemonstration mit unerwartet hoher Massenbeteiligung, bei der viele Beteiligte aller Seiten die gewaltsame Reaktion der chinesischen Staatsmacht auf dem Tian’anmen-Platz im Hinterkopf hatten, aber letztlich nichts Derartiges geschah.
Mitglieder des Arbeitskreises Gerechtigkeit und der Arbeitsgruppe Menschenrechte druckten am Wochenende zuvor in der Lukasgemeinde bei Christoph Wonneberger einen Aufruf zur Gewaltfreiheit. Die ca. 25.000 Flugblätter richteten sich zugleich an „Einsatzkräfte“ und Demonstrationswillige ohne den politischen Gegner zu verschweigen:

„Wir sind ein Volk! Gewalt unter uns hinterläßt ewig blutende Wunden! Für die entstandene ernste Situation müssen vor allem Partei und Regierung verantwortlich gemacht werden.“

Zum friedlichen Ausgang trug trotz unterschiedlicher Interessen auch der abends über den Stadtfunk in der Leipziger Innenstadt verlesene Aufruf bei. Die drei SED-Bezirkssekretäre Kurt Meyer, Jochen Pommert und Roland Wötzel sowie ein der Staatssicherheit dienstbarer Universitätstheologe, Peter Zimmermann, hatten mit zwei prominenten Künstlern, dem Kabarettisten Bernd-Lutz Lange und dem Gewandhauskapellmeister Kurt Masur, den später Aufruf der Sechs genannten Text verfasst:

„Unsere gemeinsame Sorge und Verantwortung haben uns heute zusammengeführt. [...] Wir alle brauchen einen freien Meinungsaustausch über die Weiterführung des Sozialismus in unserem Land. Deshalb versprechen die Genannten heute allen Bürgern, ihre ganze Kraft und Autorität dafür einzusetzen, dass dieser Dialog nicht nur im Bezirk Leipzig, sondern auch mit unserer Regierung geführt wird. Wir bitten Sie dringend um Besonnenheit, damit der friedliche Dialog möglich wird.“

Die sechs Persönlichkeiten hatten sich in Masurs Haus getroffen und den Aufruf gemeinsam verfasst. Sie hielten es für wahrscheinlich, dass eine Eskalation der Gewalt bevorstand. Hintergrund waren Gerüchte sowie eine einseitige Berichterstattung in der Leipziger Volkszeitung, für die Pommert als beaufsichtigender Sekretär für Agitation und Propaganda Mitverantwortung trug. Die drei SED-Sekretäre hatten ihr Vorgehen nicht mit der Parteiführung im Bezirk abgestimmt.
Auch in den Kirchen war der Aufruf verlesen worden. Besonderen Anteil an einem friedlichen Verlauf hatte auch das besonnene Verhalten der Pfarrer an der Nikolaikirche sowie des Landesbischofs Johannes Hempel. Die Gottesdienstbesucher verließen die Kirche mit brennenden Kerzen in der Hand als Zeichen ihrer friedlichen Gesinnung. Auf dem Vorplatz der Kirche wurden sie bereits von einer Menschenmenge erwartet.
Nachdem die Sicherheitskräfte an diesem Tag in der Leipziger Innenstadt nicht gegen die Demonstration eingriffen (sie hatten lediglich den Befehl zur Eigensicherung im Falle gewaltsamer Angriffe erhalten), konnte sich der Demonstrationszug um den Leipziger Innenstadtring friedlich entwickeln. Der Zug, der aus ca. 70.000 Personen bestand, führte auch an der Leipziger Stasizentrale am Dittrichring, der berüchtigten „Runden Ecke“, vorbei.
Die Gründe, die zum Rückzug der Sicherheitskräfte führten, sind bis heute nicht endgültig geklärt. Die Darstellung des SED-Generalsekretärs Egon Krenz ist umstritten. Er hatte später behauptet, er habe persönlich den Befehl zum Rückzug gegeben. Die Entscheidung war allerdings auf Leipziger Ebene gefallen und hing wohl auch mit Fällen von Gehorsamsverweigerung bei den verschiedenen Sicherheitskräften zusammen: Der amtierende 1. Sekretär der SED-Bezirksleitung und Vorsitzende der Bezirkseinsatzleitung Helmut Hackenberg hatte sich mit einer Lagebeschreibung nach Berlin gewandt, erhielt aber erst lange nachdem sich die Demonstration aufgelöst hatte, eine hinhaltende Antwort von Egon Krenz. Da sie nicht die Verantwortung für das drohende Blutbad übernehmen wollten, trafen zwischenzeitlich Hackenberg als politisch Verantwortlicher und der Leipziger Polizeipräsident (zugleich zuständig für die Kampfgruppen der Arbeiterklasse) BDVP Generalmajor Gerhard Straßenburg als Einsatzleiter die Entscheidung zum Rückzug der Kräfte, unter dem Vorbehalt der Eigensicherung. Der eigentliche Auftrag, eine Demonstration zu unterbinden, wurde nicht ausgeführt. Einer der Gründe waren die Vorfälle in der Militärtechnischen Schule der Luftstreitkräfte/Luftverteidigung „Harry Kuhn“ im nahen Bad Düben. Angehörige dieser Schule sollten zur Verstärkung der Sicherheitskräfte nach Leipzig ausrücken. Fahrzeuge und Ausrüstung (keine Schusswaffen, sondern Schlagstöcke) waren bereitgestellt. Die Unteroffizierslehrgänge des Winterhalbjahres bestanden zumeist aus Abiturienten, was mit der Studienplatzvergabe in der DDR zusammenhing. Ein großer Teil dieser ca. 1.200 Unteroffiziersschüler weigerte sich, gegen Bürger der DDR vorzugehen, und machte den Unwillen sogar mit Transparenten aus Bettlaken deutlich. Der Marschbefehl wurde daraufhin nicht erteilt. Eine Abordnung wurde in den folgenden Tagen nach Strausberg ins Kommando der LSK beordert. Kommandant der Schule war zu der Zeit Oberst Werner. Weitere verantwortliche Befehlshaber in Leipzig waren damals Generalleutnant Manfred Hummitzsch, Leiter der Bezirksverwaltung des MfS und Generalmajor Klaus Wiegand, Chef des NVA-Militärbezirks III, Leipzig. Der 1. Sekretär der SED-Bezirksleitung Leipzig Horst Schumann war erkrankt und an den Entscheidungen nicht beteiligt.
Diese Entscheidung fiel offenbar in grober Fehleinschätzung der Dynamik, welche die Ereignisse in den vergangenen Wochen entwickelt hatten.
Die DDR-Regierung hatte die westlichen Korrespondenten in Ost-Berlin davor gewarnt, am 9. Oktober 1989 nach Leipzig zu fahren. Der „Spiegel“-Journalist Ulrich Schwarz († 2025) war der einzige westliche Korrespondent, der trotzdem nach Leipzig reiste. Schwarz traf zwei Oppositionelle, die die Demonstration heimlich gefilmt hatten, nahm das Filmmaterial an sich und schmuggelte es über die Grenze. Dafür bekam Schwarz 2019 das Bundesverdienstkreuz. Das Filmmaterial wurde in vielen Ländern ausgestrahlt.

## Leipzig, 16. Oktober 1989

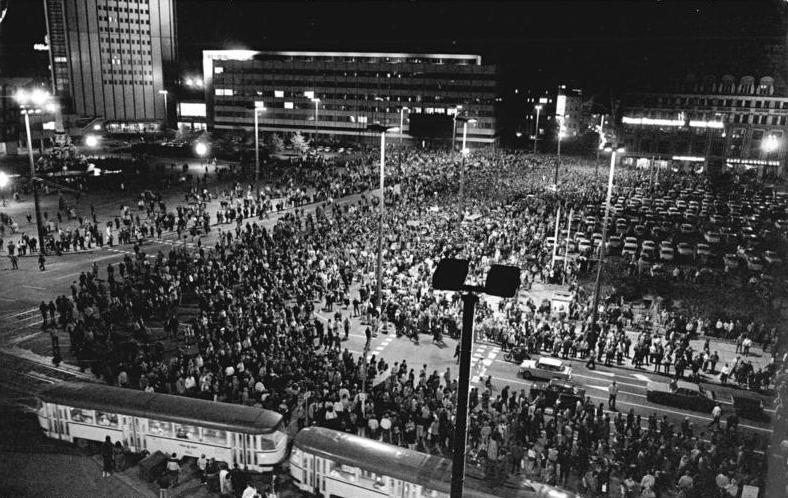
Demonstration am 16. Oktober 1989 in Leipzig

Am 16. Oktober 1989 nahmen bereits 120.000 Demonstranten teil (militärische Einheiten wurden noch in Reserve gehalten), eine Woche später wuchs die Zahl auf 320.000. Dies war bis dahin die größte Montagsdemonstration in Leipzig. Die Protestmärsche endeten im März 1990, kurz vor oder nach den ersten freien Volkskammerwahlen.

## Weitere Entwicklung der Montagsdemonstrationen
Bei den Montagsdemonstrationen kam es oft auch zum Dialog mit den Herrschenden aus Staat und Partei. An den Montagsdemonstrationen nahmen viele Bevölkerungsgruppen teil.
Maßgebend beteiligt waren neu entstandene demokratische Gruppierungen, wie das „Neue Forum“ und neue oder entstehende Parteien, wie die Sozialdemokratische Partei in der DDR und Gruppierungen, aus denen später das Bündnis 90 entstehen sollte. Aber auch viele unzufriedene SED-Mitglieder demonstrierten mit. Die neuen demokratischen Gruppen und Parteien sollten die Zeit nach der friedlichen Revolution mit den Gesprächen am „Runden Tisch“ maßgeblich mitgestalten.
Während der Demonstrationen wurden von verschiedenen Parteien Informationsmaterial verteilt.
Das grundlegende Ziel der Demonstrationen war die Einsetzung demokratischer Grundrechte und deren friedliche Durchsetzung. „Keine Gewalt“ war die übergreifende Parole. Bei den späteren Kundgebungen wurden auch Forderungen für eine Wiedervereinigung Deutschlands und mehr Wohlstand laut.

## Entwicklung der Teilnehmerzahlen in Leipzig
| Datum      | Teilnehmer       | Besonderheiten    | Quelle                                                                                              |
| ---------- | ---------------- | ----------------- | --------------------------------------------------------------------------------------------------- |
| 04.09.1989 | 001.200          |                   | Hamburger Abendblatt                                                                                |
| 11.09.1989 | 00??             | 55 Festnahmen     | Hamburger Abendblatt, nicht mehr online                                                             |
| 18.09.1989 | 001.500          | einige Festnahmen | Hamburger Abendblatt, nicht mehr online                                                             |
| 25.09.1989 | 008.000          |                   | Hamburger Abendblatt, nicht mehr online                                                             |
| 02.10.1989 | 010.000          |                   | Hamburger Abendblatt, nicht mehr online                                                             |
| 09.10.1989 | ca. 130.000 ca.  |                   | Opp, K.D. Die Produktion historischer „Tatsachen“. In: Soziologie 41. Jg., Heft 2, 2012, S. 143–157 |
| 16.10.1989 | 120.000          |                   | Hamburger Abendblatt, nicht mehr online                                                             |
| 23.10.1989 | 300.000          |                   | Hamburger Abendblatt, nicht mehr online                                                             |
| 30.10.1989 | 300.000          |                   | Hamburger Abendblatt, nicht mehr online                                                             |
| 06.11.1989 | 500.000          |                   | Hamburger Abendblatt, nicht mehr online                                                             |
| 13.11.1989 | Hunderttausende  |                   | Hamburger Abendblatt, nicht mehr online                                                             |
| 20.11.1989 | mehr als 100.000 |                   | Hamburger Abendblatt, nicht mehr online                                                             |